# 5145 Pholus
5145 Pholus este o planetă minoră (asteroid), cu un diametru de 190 km, din Centaur. A fost descoperită pe 9 ianuarie 1992 la Observatorul Național Kitt Peak de Spacewatch și a fost numită după Pholus⁠(d). 
Obiectul prezintă o orbită caracterizată de o semiaxă mare de 20,3928408 de UAi, o excentricitate de 0,574, o înclinație de 24,65 ° în raport cu ecliptica.